# Birkenhördt

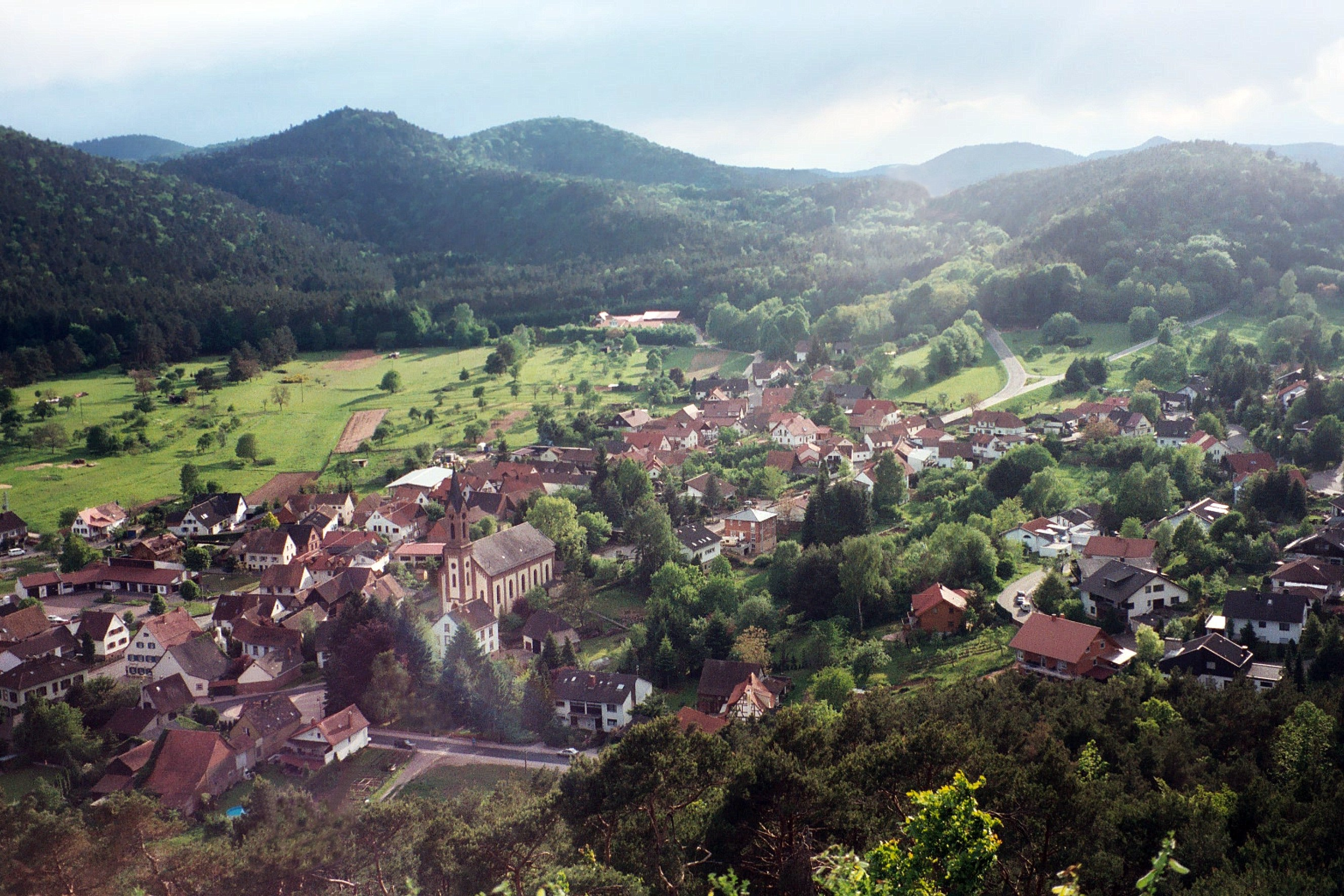
Birkenhördt aus der Vogelperspektive

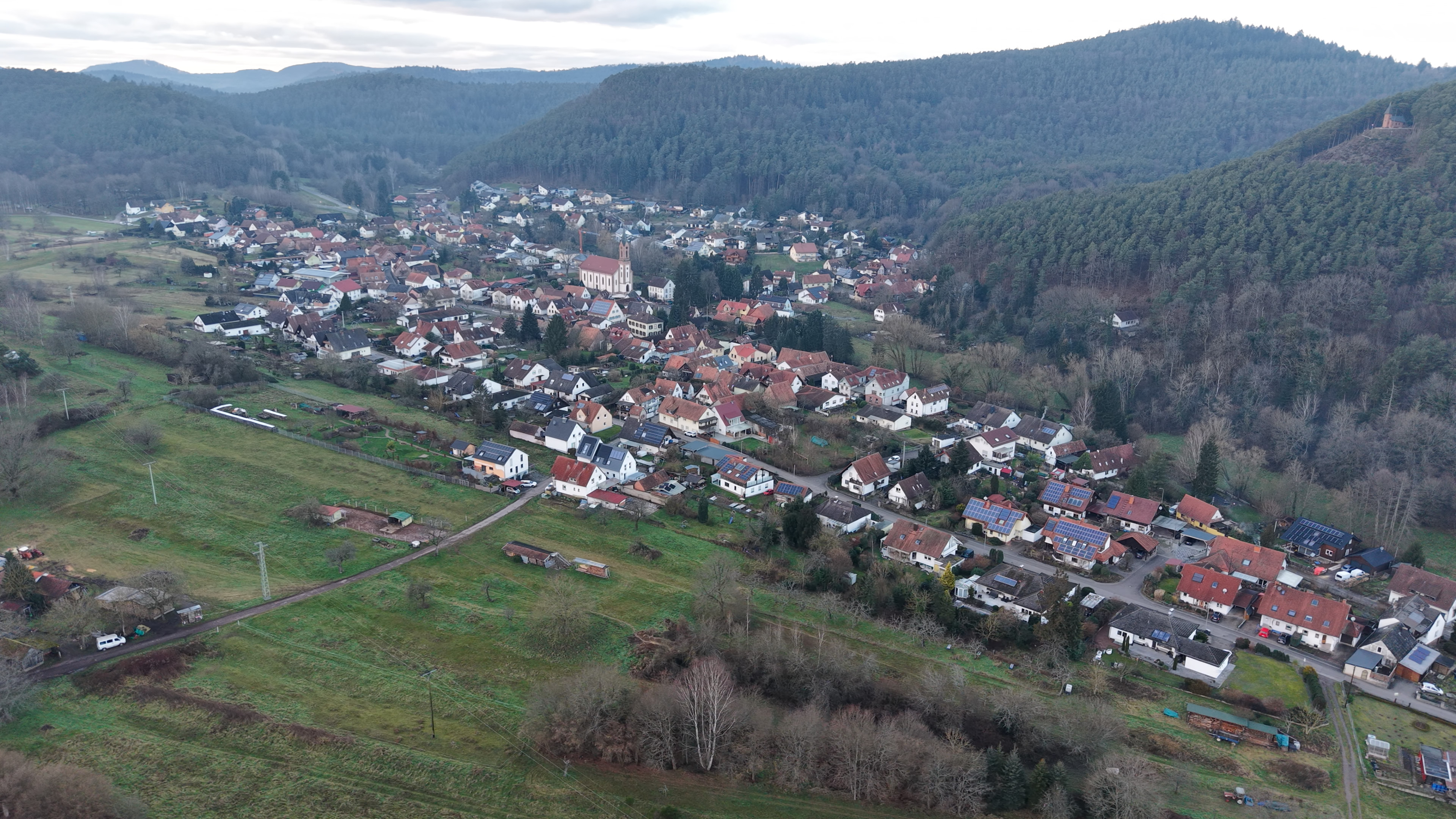
Blick über den Ort in nordwestlicher Richtung

Birkenhördt ist eine Ortsgemeinde im Landkreis Südliche Weinstraße in Rheinland-Pfalz. Sie gehört der Verbandsgemeinde Bad Bergzabern an.

## Geographie

### Lage
Der Ort befindet sich im Wasgau, der vom Südteil des Pfälzerwaldes gebildet wird. Zu Birkenhördt gehört der Wohnplatz Gehlmühle. Nachbargemeinden sind – im Uhrzeigersinn – Silz, Bad Bergzabern, Dörrenbach, Böllenborn, Erlenbach bei Dahn und Vorderweidenthal.

### Erhebungen und Gewässer
Im Südwesten an der Gemarkungsgrenze zu Erlenbach erstreckt sich der 431 Meter hohe Hohe Kopf. In Birkenhördt entspringt der Erlenbach. Der Anbach, der von links in diesen mündet, bildet im Osten die Gemarkungsgrenze zu Bad Bergzabern. Im Südosten streift außerdem der Böllenborn für ein kurzes Stück das Gemeindegebiet von Birkenhördt.

## Geschichte
Bis zum Ende des 18. Jahrhunderts gehörte Birkenhördt zur Kurpfalz und innerhalb dieser zum Oberamt Germersheim. Dort bildete es die Kellerei Birkenhördt, die zusätzlich für Böllenborn und Reisdorf zuständig war.
Von 1798 bis 1814, als die Pfalz ein Teil der Französischen Republik (bis 1804) und anschließend ein Teil des Napoleonischen Kaiserreichs war, war Birkenhördt in den Kanton Annweiler eingegliedert und besaß eine eigene Mairie, die zusätzlich Bellenborn und Reichsdorf sowie Blankenborn umfasste. 1815 hatte die Gemeinde insgesamt 464 Einwohner. Im selben Jahr wurde der Ort Österreich zugeschlagen. Bereits ein Jahr später wechselte der Ort in das Königreich Bayern. Ab 1817 gehörte Birkenhördt zum Kanton Bergzabern. Von 1818 bis 1862 war Birkenhördt ein Bestandteil des Landkommissariats Bergzabern, das anschließend in ein Bezirksamt umgewandelt wurde.
1928 hatte Birkenhördt 545 Einwohner, die in 112 Wohngebäuden lebten. Die Katholiken besaßen seinerzeit eine Pfarrei vor Ort, die Protestanten gehörten zu derjenigen von Dörrenbach. 1939 wurde der Ort in den Landkreis Bergzabern eingegliedert. Nach dem Zweiten Weltkrieg wurde die Gemeinde innerhalb der französischen Besatzungszone ein Teil des damals neu gebildeten Landes Rheinland-Pfalz. Im Zuge der ersten rheinland-pfälzischen Verwaltungsreform wechselte der Ort am 7. Juni 1969 in den neu geschaffenen Landkreis Landau-Bad Bergzabern, der 1978 in Landkreis Südliche Weinstraße umbenannt wurde. 1972 wurde Birkenhördt der ebenfalls neu gebildeten Verbandsgemeinde Bad Bergzabern zugeordnet.

### Konfessionsstatistik

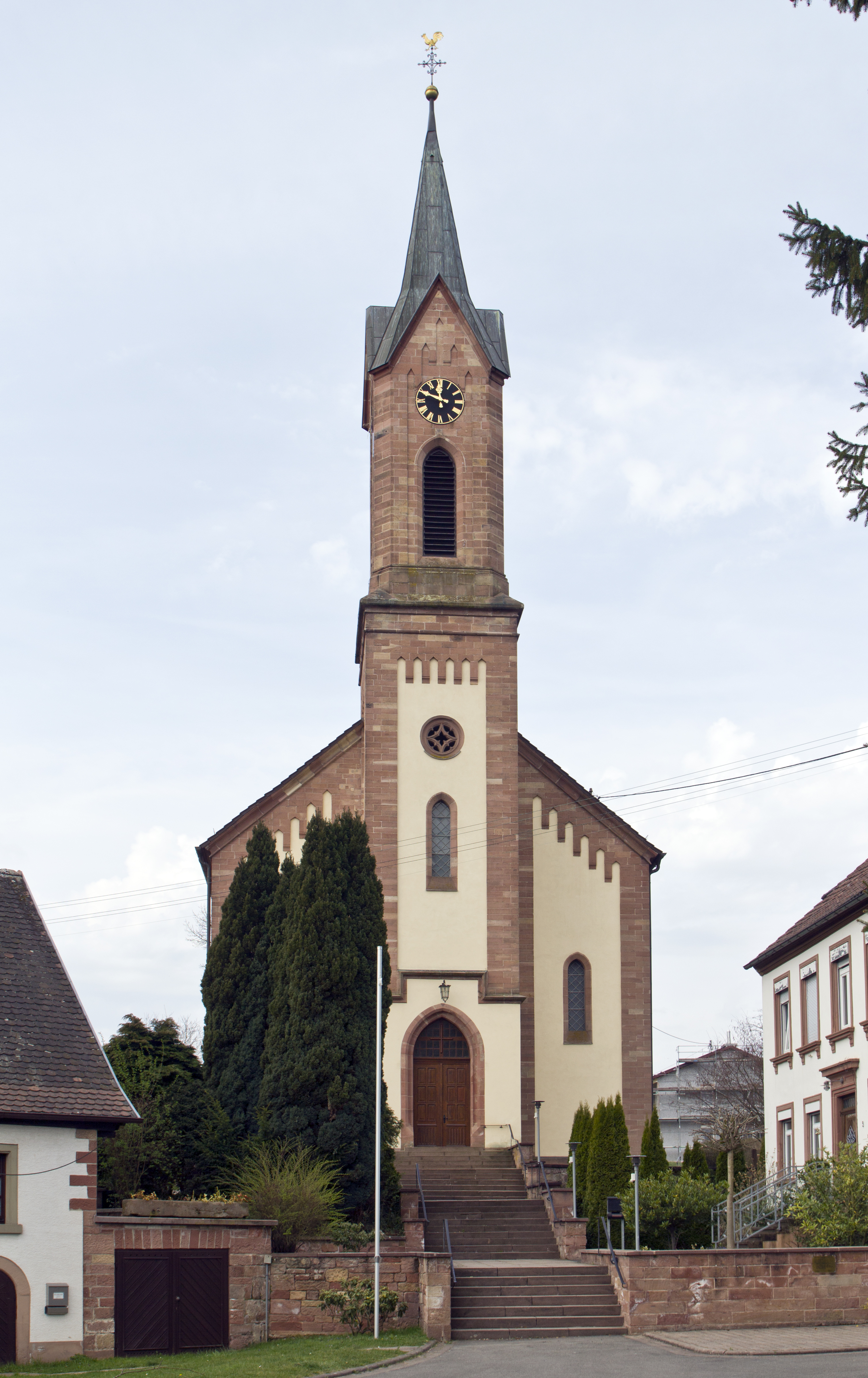
Katholische Pfarrkirche St. Gallus

2012 waren 60,3 % der Einwohner katholisch und 20,6 % evangelisch. Die übrigen 19,1 % gehörten einer anderen Glaubensgemeinschaft an oder waren konfessionslos. Die Anteile der Katholiken und der Protestanten sind seitdem gesunken. Mit Stand 30. August 2022 waren von den Einwohnern 52,1 % katholisch, 15,3 % evangelisch und 32,6 % waren konfessionslos, gehörten einer anderen Glaubensgemeinschaft an oder machten keine Angaben. Die Katholiken gehören zum Bistum Speyer, die Protestanten zur Protestantischen Landeskirche Pfalz.

## Politik
Bei Bundestagswahlen gehört die Gemeinde seit 1965 zum Wahlkreis Südpfalz (bis 1983: Wahlkreis Landau), davor bis 1961 zum Wahlkreis Zweibrücken. Bei Landtagswahlen ist Vorderweidenthal seit 1991 ein Bestandteil des Wahlkreises Südliche Weinstraße.

### Gemeinderat
Der Gemeinderat in Birkenhördt besteht aus zwölf Ratsmitgliedern, die bei der Kommunalwahl am 9. Juni 2024 in einer Mehrheitswahl gewählt wurden, und dem ehrenamtlichen Ortsbürgermeister als Vorsitzendem.

### Bürgermeister
Matthias Ackermann wurde 2004 Ortsbürgermeister von Birkenhördt. Bei der Direktwahl am 26. Mai 2019 wurde er mit einem Stimmenanteil von 66,76 % für weitere fünf Jahre in seinem Amt bestätigt. Bei der Direktwahl am 9. Juni 2024 wurde er ohne Gegenkandidat mit 61,3 % der Stimmen erneut wiedergewählt.

### Wappen
| Wappen von Birkenhördt | Blasonierung: „Von Schwarz und Gold schräglinks geteilt, oben rechts ein aufwärts schreitender linksgewendeter rotbewehrter, -bezungter und -bekrönter goldener Löwe, unten links ein grüner Birkenzweig mit drei grünen Blättern.“ |
| Wappen von Birkenhördt | Wappenbegründung: Es wurde 1969 von der Bezirksregierung Neustadt genehmigt. Der Pfälzer Löwe erinnert an die ehemalige Zugehörigkeit zur Kurpfalz und der Birkenzweig verweist redend auf den Ortsnamen.                           |

## Kultur und Sehenswürdigkeiten

### Kulturdenkmäler
Auf der Gemarkung der Gemeinde befinden sich sechs Objekte, die unter Denkmalschutz stehen, darunter die Pfarrkirche St. Gallus und ein Bildstock, dessen Sockel ein Fünfwundenkreuz trägt.

### Natur
Die Ortsgemeinde liegt im Naturpark Pfälzerwald, der zum von der UNESCO geschützten Biosphärenreservat Pfälzerwald-Vosges du Nord gehört. Im Westen liegt das 1975 ausgewiesenes Naturwaldreservat Mittelkopf, das 14 Hektar umfasst.

### Rittersteine

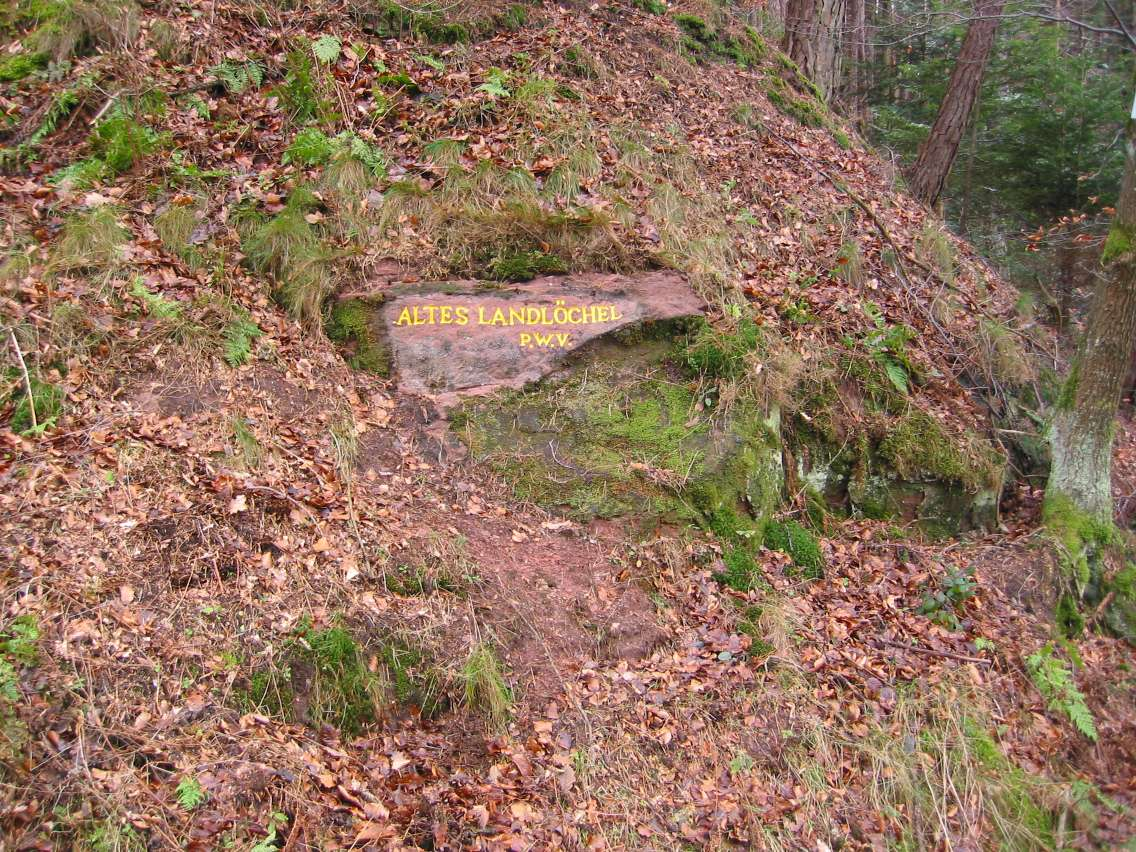
Ritterstein 32 Altes Landlöchel

Im Westen der Gemarkung befinden sich die Rittersteine 31, 32 und 199. Der erste an der Straße nach Lauterschwan trägt die Bezeichnung „Neues Landlöchel“. Der mit der Nummer 32 am Scheitelpunkt der Straße nach Vorderweidenthal hat den Namen „Altes Landlöchel“  beim Begriff „Landlöchel“ handelt es sich um ein umgangssprachliches Wort für Straßendurchbruch. Beide befinden sich inmitten einer Felsenwand. Die Nummer 199 „Birkenhördter Linde“ markiert den Standort einer Linde.

### Medien
2017 wurde eine Folge der zweiten Staffel der Fernsehserie Stadt, Land, Lecker in Birkenhördt gedreht.

## Wirtschaft und Infrastruktur

### Verkehr

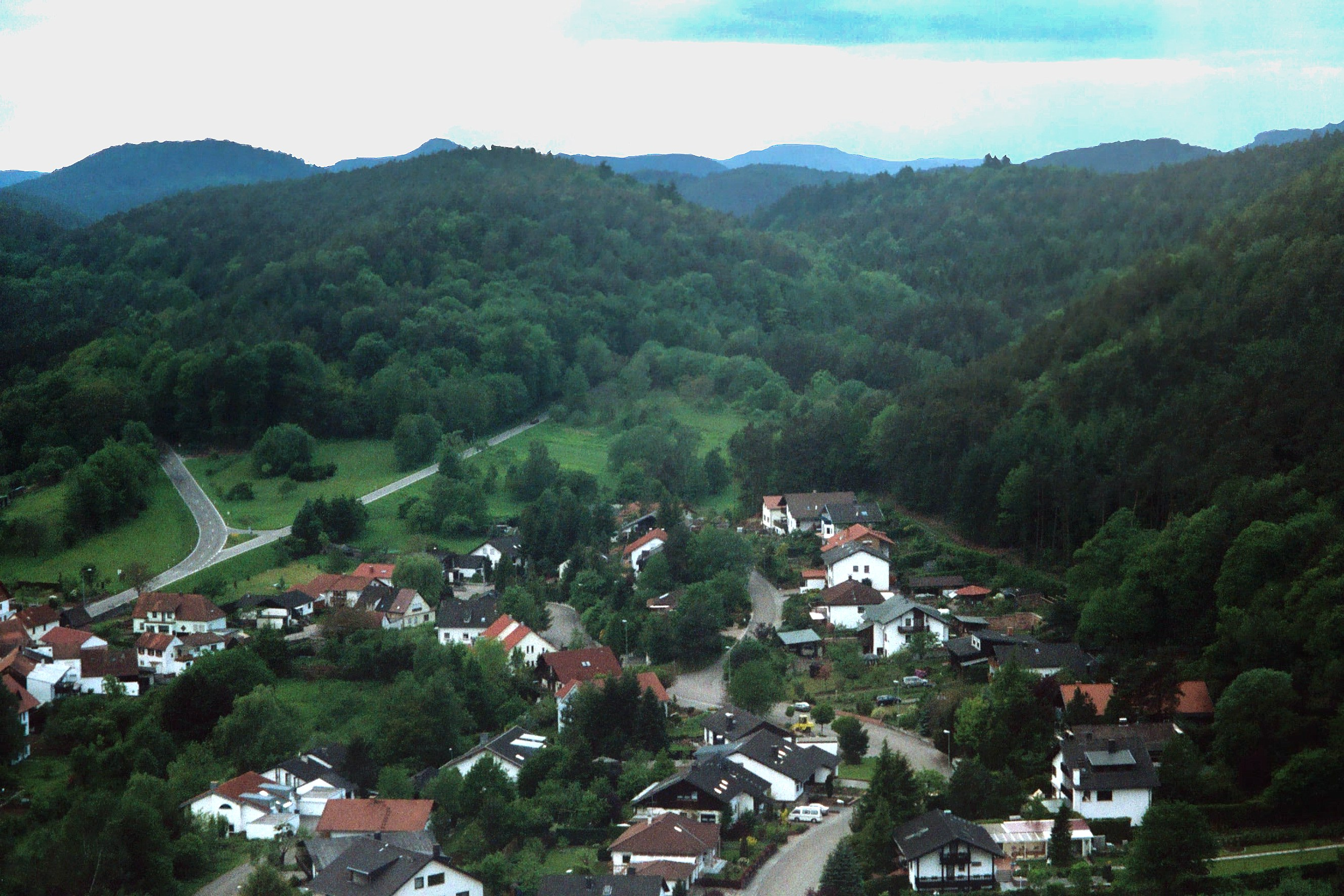
Bundesstraße 427 (links); von ihr zweigt die Kreisstraße 11 ab, die weiter geradeaus verläuft

Mitten durch den Ort verläuft die Bundesstraße 427. Von dieser zweigt die die Kreisstraße 11 nach Vorderweidenthal ab. Birkenhördt ist über die Buslinien 525 (Bad Bergzabern-Annweiler am Trifels) und 548 (Bad Bergzabern-Dahn) des Verkehrsverbundes Rhein-Neckar an das Nahverkehrsnetz angeschlossen. Nächstgelegener Bahnhof ist der derjenige in Bad Bergzabern.

### Tourismus
Zudem liegt die Gemeinde der am Fernwanderweg Pirmasens–Belfort, der mit einem gelben Balken markiert ist und an der Südroute der Pfälzer Jakobswege. Durch den Nordosten der Gemarkung verläuft ein solcher, der mit einem blauen Kreuz gekennzeichnet ist und der von Niederhausen nach Sankt Germanshof verläuft. Durch den Westen des Gemeindegebiets führt ein mit einem weiß-blauen Balken markierter Weg, der eine Verbindung mit Bad Münster am Stein sowie ebenfalls Sankt Germanshof schafft. Zudem verläuft die Tour 9 des Mountainbikeparks Pfälzerwald durch den Westen der Gemarkung.

### Gericht
Die Gemeinde gehört zum Gerichtsbezirk des Amtsgerichts Landau und wird von deren Zweigstelle in Bad Bergzabern betreut.

## Persönlichkeiten

### Söhne und Töchter der Gemeinde
- Marie Luise Bruch geb. Pauli (1730–1808), Mutter des evangelischen Geistlichen Christian Gottlieb Bruch

### Personen, die vor Ort gewirkt haben
- Balthasar Wegmann (1819–1893), Auswanderer, Unternehmer und Vater des Gründers der Supermarktkette Wegmans
- Karl Albrecht von Ritter (1836–1917),  bayerischer Forstbeamter, Regierungsdirektor und Gründungsvorsitzender des Pfälzerwald-Vereines, war zeitweise vor Ort Revierförster